# Zdrój (grupa literacka)
Zdrój – grupa literacka działająca w Poznaniu w latach 1917-1922.

## Charakterystyka
Grupa skupiona była wokół czasopisma „Zdrój”. W pierwszym roku działalności, gdy grupie patronował Stanisław Przybyszewski, dominowała w niej estetyka modernizmu. Po zaprzestaniu w 1919 współpracy z Przybyszewskim w grupie stali się aktywni młodzi twórcy, jak Jan Stur, Emil Zegadłowicz, Józef Wittlin, Zenon Kosidowski, Jerzy Hulewicz, Witold Hulewicz, Bohdan Hulewicz. Nawiązali oni współpracę z grupą plastyczną Bunt, tworząc w Polsce ośrodek ekspresjonizmu. Ekspresjonizm Zdroju odbiegał jednak od ekspresjonizmu zachodnioeuropejskiego. Ważną rolę odegrały w nim nawiązania do romantyzmu, a zwłaszcza genezyjskiej twórczości Juliusza Słowackiego. Teksty programowe środowiska tworzył początkowo Stanisław Przybyszewski, a później głównie Jan Stur – Czego chcemy (1920), Na przełomie. O nowej i starej poezji (1922), oraz Jerzy Hulewicz – Ego eimi (1921). Aktywność twórców jako grupy wygasła po zaprzestaniu wydawania pisma w 1922.
Twórczość grupy skupiała się wokół takich idei, jak bergsonizm, pacyfizm, franciszkanizm, irracjonalizm, antyestetyzm, prymitywizm. Towarzyszyły temu wyolbrzymione i zdeformowane wizje miast, tłumów i rewolucji, parabole nadludzkich jednostek, emocjonalne frazy. Wykorzystywano głównie wiersz toniczny i wolny, często bez podziału na strofy, o krótkich i rwanych wersach.